# Fresque de la procession nautique
La fresque de la procession nautique d’Akrotiri est une frise peinte de près de quatre mètres de long, découverte en 1972 lors des fouilles du site archéologique d’Akrotiri, sur l’île de Santorin, dans les Cyclades. La fresque, reconstituée à partir de fragments, est conservée au musée national archéologique d'Athènes, mais n'est pas accessible au public. Elle s'est trouvée protégée de l'humidité par l'épaisse couche de cendres de l'éruption minoenne du volcan de Théra (Santorin) au XVIIe ou XVIe siècle av. J.-C. Les fouilles se sont déroulées sous la direction de Spyrídon Marinátos, jusqu'à sa mort, en 1974.

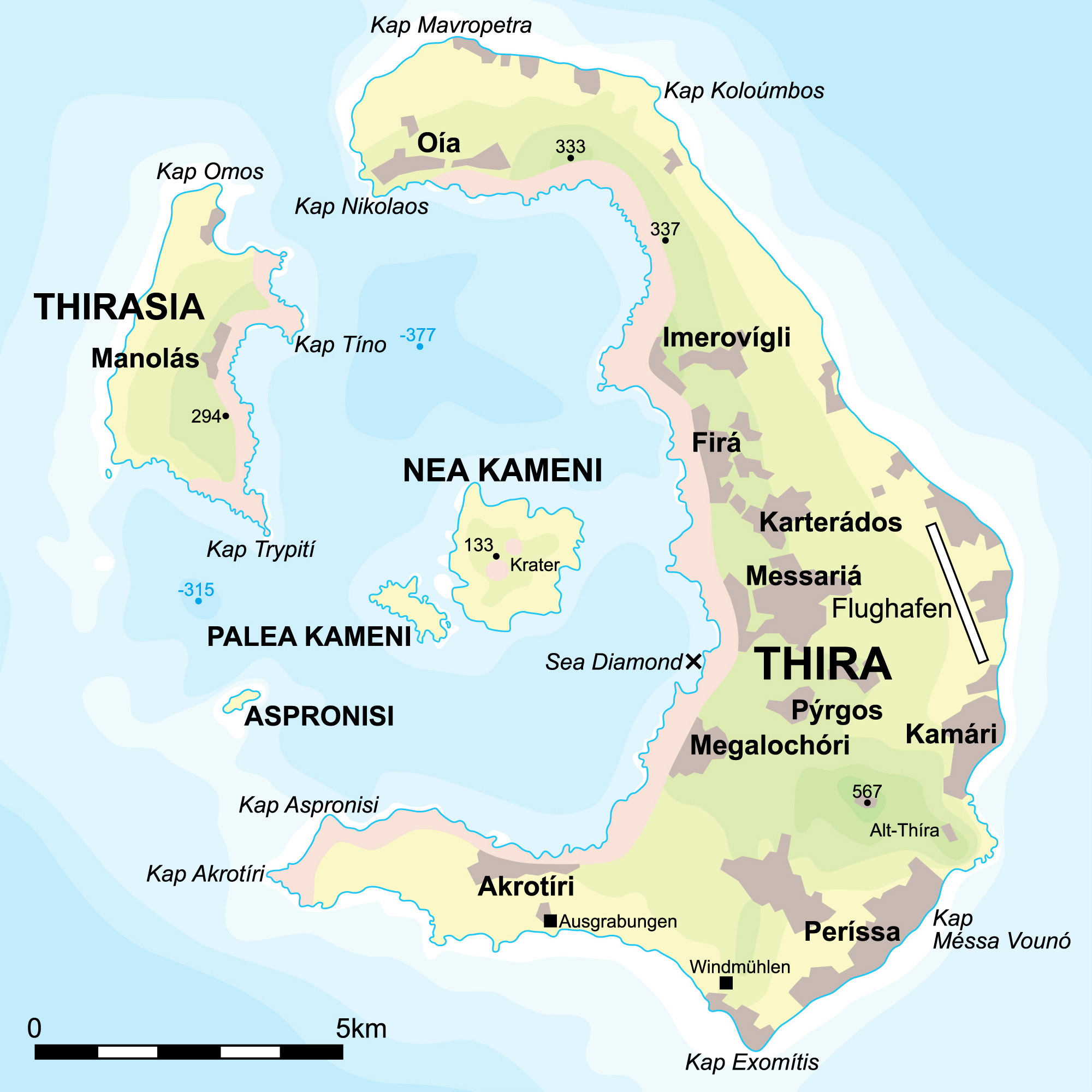
Site archéologique d'Akrotiri, sur la côte sud de l'île de Santorin.

## Découverte
La fresque de la procession nautique

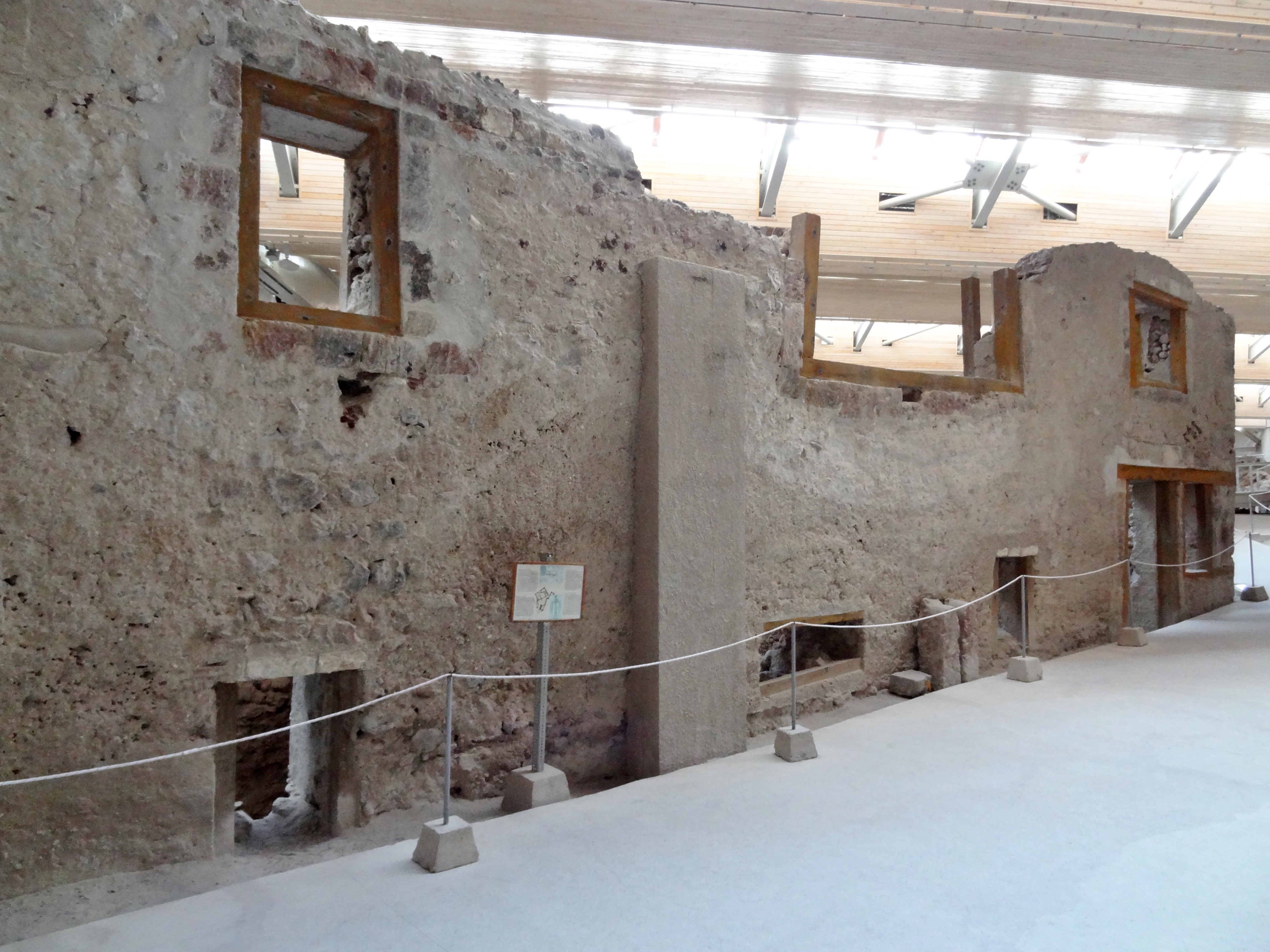
Partie sud-est de la maison ouest : fenêtres des pièces 3 et 4 à l'étage ; entrée de l'escalier, à droite.

La fresque, réalisée entre -1650 et -1500, s'étend de 0,44 m de hauteur sur 3,90 m de long. Elle est appliquée dans des niches situées sur un passage du mur sud-est de la pièce 5 de la maison ouest de la place triangulaire,. La salle située à l'étage supérieur de la maison ouest, qui constituait la zone cérémonielle du bâtiment, avait une superficie de 4 × 4 m et une hauteur d'environ 3 mètres. Les parties supérieures des murs de la pièce, sur lesquelles le plâtre peint devait être collé, ne sont pas conservées. Tous les fragments de fresque retrouvés étaient tombés du mur et se trouvaient sur le sol de la pièce et dans le matériau de remplissage de la pièce sous-jacente, jusqu'à trois mètres sous le niveau du sol de la pièce 5. Après la découverte à l'automne 1972, les fouilles ont montré que la fresque de la procession nautique, dont les fragments ont été rapportés à Athènes pour restauration, faisaient partie d'une frise circonférentielle située sous le plafond,. Tout comme la pièce 4 adjacente au sud-est, la pièce 5 semble avoir eu l'eau, salée ou douce, pour thème de décoration.
Autres fresques de la pièce 5

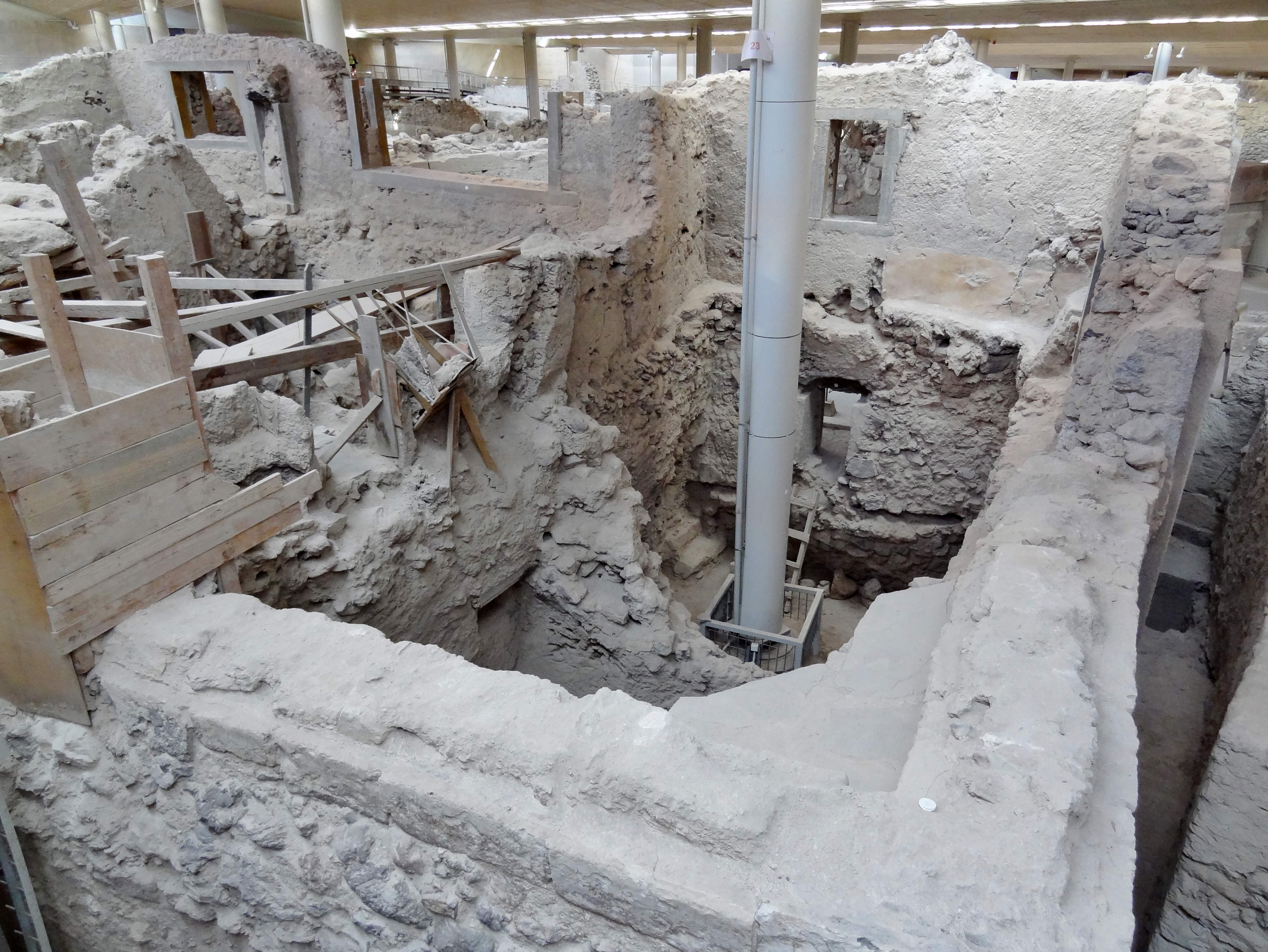
Murs de fenêtre de la pièce 5 (devant) et murs extérieurs de la pièce 4 (arrière droite) et de la pièce 3 (arrière gauche) de la maison ouest.

Outre la grande fresque de la procession nautique, la salle 5 a révélé d'autres peintures murales, au nord-ouest et au sud-est, comme les figures de deux adolescents grandeur nature, au-dessous de la frise. Tous deux portent des poissons et ont la tête rasée, à l'exception de deux boucles noires. La frise de 0,20 m du mur nord-est montre un paysage fluvial avec divers animaux et un griffon sous le plafond. Sur la frise de 0,40 m au-dessus des fenêtres du mur nord-ouest se trouve un village côtier avec cinq porteurs de lances et un naufrage au-dessous. Dans la salle 5 et la salle 4 adjacente au sud-est, accessible uniquement depuis le passage sous la fresque du navire depuis la salle 5, on a découvert des tables sacrificielles, des rhyta et d'autres vases cultuels, ce qui indique un complexe de culte ou un sanctuaire, qui devrait correspondre à l'iconographie des fresques des deux salles.

Fresques de la pièce 5 de la maison ouest
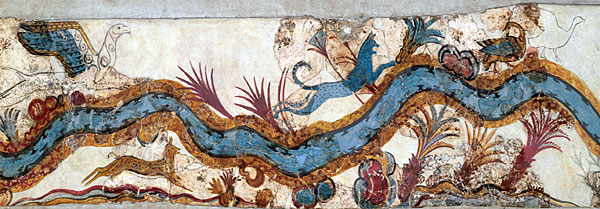
Frise du nord-est représentant un paysage fluvial avec un griffon (à gauche) et des animaux (dont un probable guépard)

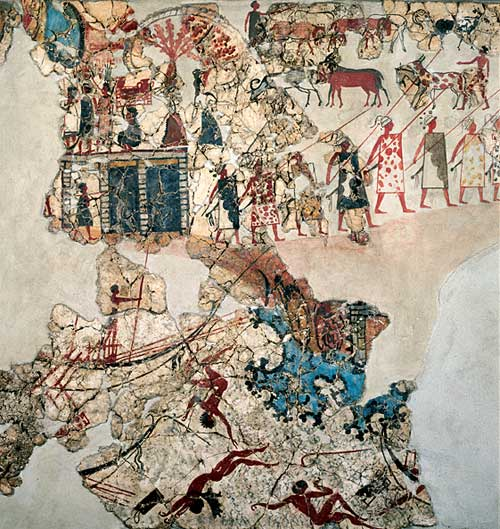
Scènes de la frise nord-ouest
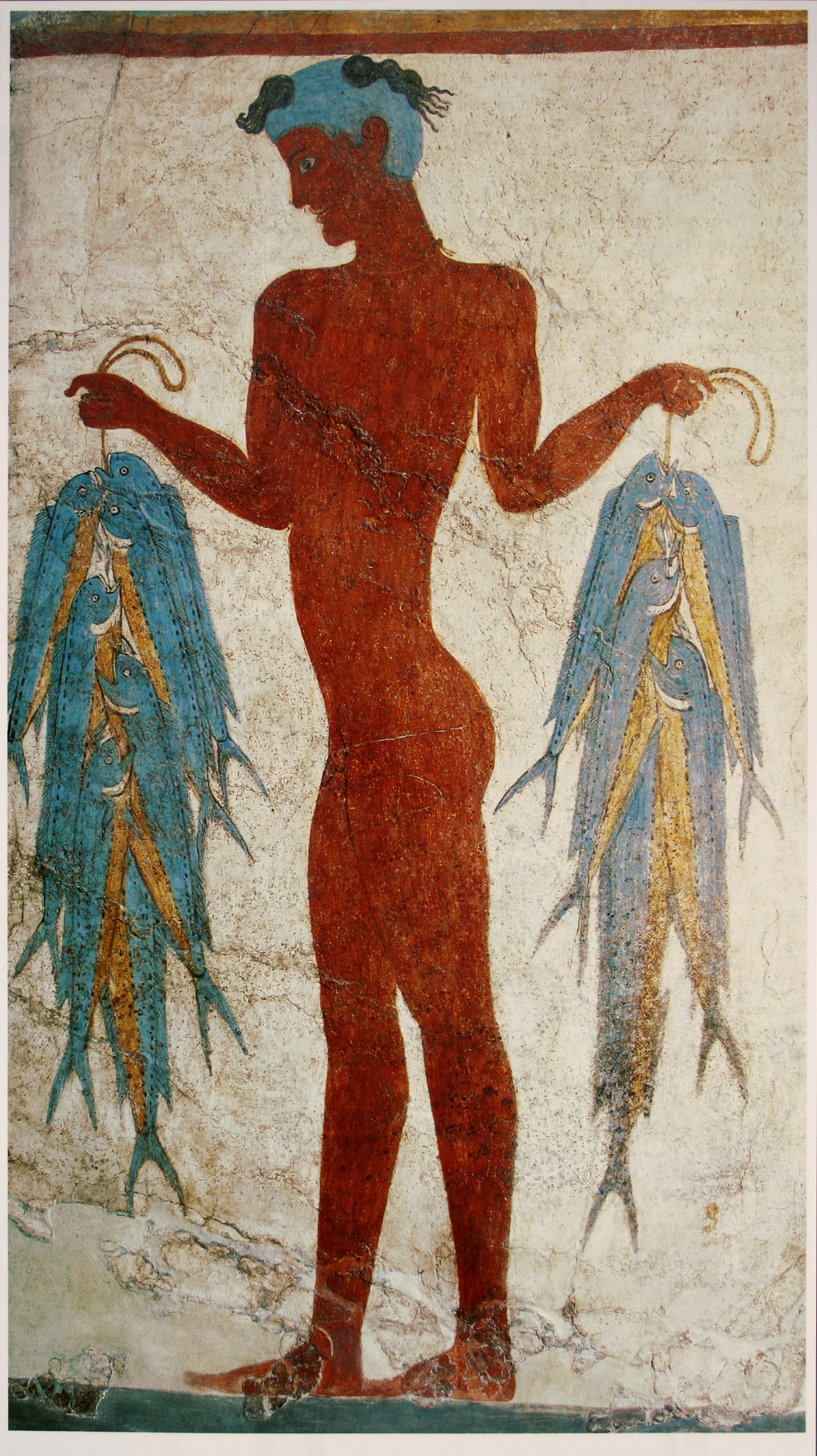
Offrant ou pêcheur aux coryphènes
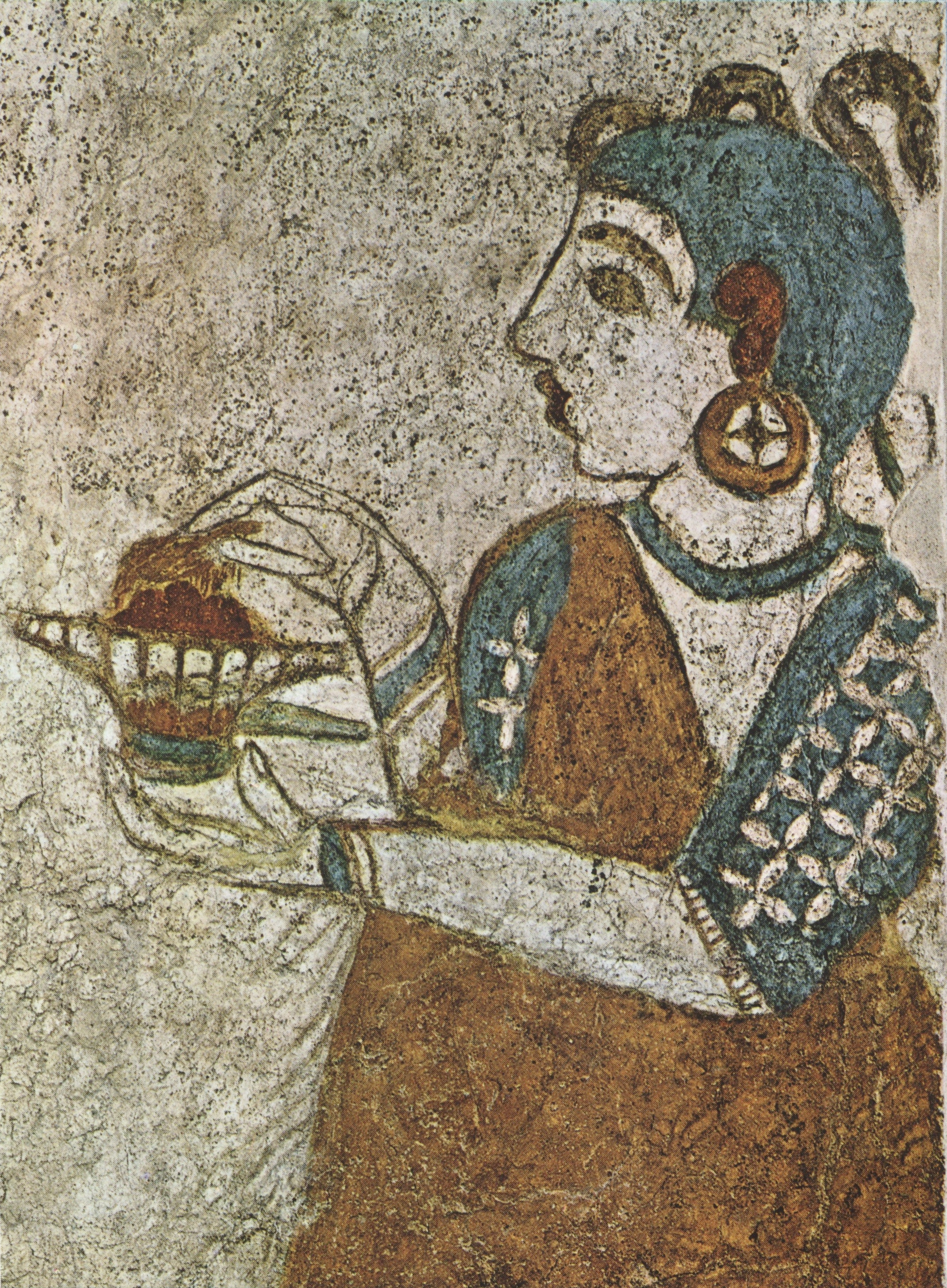
Détail de la prêtresse

Fresques et mobilier des pièces voisines

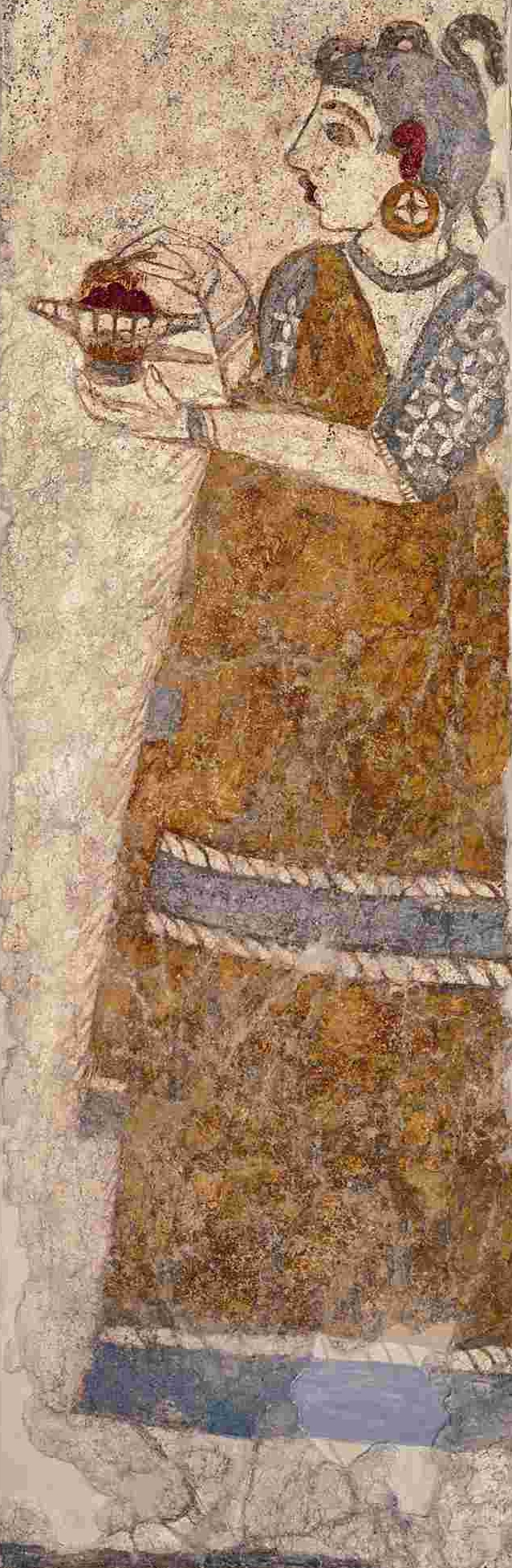
Prêtresse du passage de la pièce 4, portant un encensoir.

La salle 4 semble avoir servi de salle pour la préparation d'actes rituels, comme semblent le montrer une évacuation d'eau et les découvertes d'une baignoire, d'un chaudron en bronze, d'un bol brisé avec de la peinture rouge et d'un rhyton à tête de lion. Sur le soffite du passage menant de la pièce 4 à la pièce 5, on a trouvé une fresque de figure féminine avec une boucle de serpent sur la tête rasée et un récipient dans sa main, pouvant être identifié comme un encensoir. La figure, considérée comme une prêtresse, est maquillée, a les lèvres rouges bien visibles et une oreille rouge, et semble entrer dans la pièce 5. La pièce 5, celle de la fresque des navires, était accessible depuis la pièce 3, une pièce plus grande située au centre de la maison, avec un passage menant aux escaliers. De plus, un couloir du côté nord-ouest du bâtiment menait de la salle 5 à une salle où plus de 100 tasses coniques et de nombreuses cruches ont été retrouvées. Cette pièce 6 était probablement une sorte de salle à manger rituelle. Dans le couloir entre les salles 5 et 6, une armoire en briques contenait d'autres récipients, notamment des casseroles et des rhyta.
Avec ses trois entrées, ses grandes fenêtres sur deux murs, ses niches et ses placards encastrés dans les murs, la pièce 5 n’avait que peu de place pour y présenter des peintures murales. Toute cette diversité de programmes d’images témoigne de la signification cultuelle des fresques. Les peintures murales étaient orientées vers l'ouest, dans le coin entre les deux murs de la fenêtre. On y trouve aussi une table sacrificielle à trois pieds sur un rebord de fenêtre, qui était décorée de dauphins nageants et de divers motifs marins de couleurs vives. Les deux jeunes adorants sur les murs des fenêtres sont dirigés vers le coin ouest. La procession des navires sur la frise semble également aller dans cette direction.

## Description de la fresque
Les navires
La fresque de la procession nautique, provenant du mur sud-est de la pièce 5, à l’étage supérieur de la maison ouest, montre une procession de navires partiellement décorés et ornés de fleurs. Au total, quatorze bateaux sont représentés sur la fresque, dont sept plus gros, l'un d'entre à voile carrée, les autres avec une vingtaine de pagayeurs tournés vers le spectateur. Tous les navires participant à la procession ont à gauche, à l'arrière, un gouvernail monté à l'extérieur de la coque du navire, ce qui permet de voir qu'ils se déplacent de gauche à droite. Les grands navires ont à la poupe un éperon en bois, une cabine ouverte vers le haut, une cahutte pour le maître d'équipage (navarque) et, à l’exception du bateau à voile, des constructions de baldaquins aménagées au centre du navire,. Outre le voilier, deux des navires de la procession sont pourvus d'un mât central, avec des cordages reliés à la proue et à la poupe. Sur l'un des deux navires, des objets sont suspendus aux cordages, peut-être à titre de décoration et d'identification en tant que navire amiral de la flotte, dont la coque est décorée de lions et de dauphins, tandis que celle du voilier est ornée de colombes.

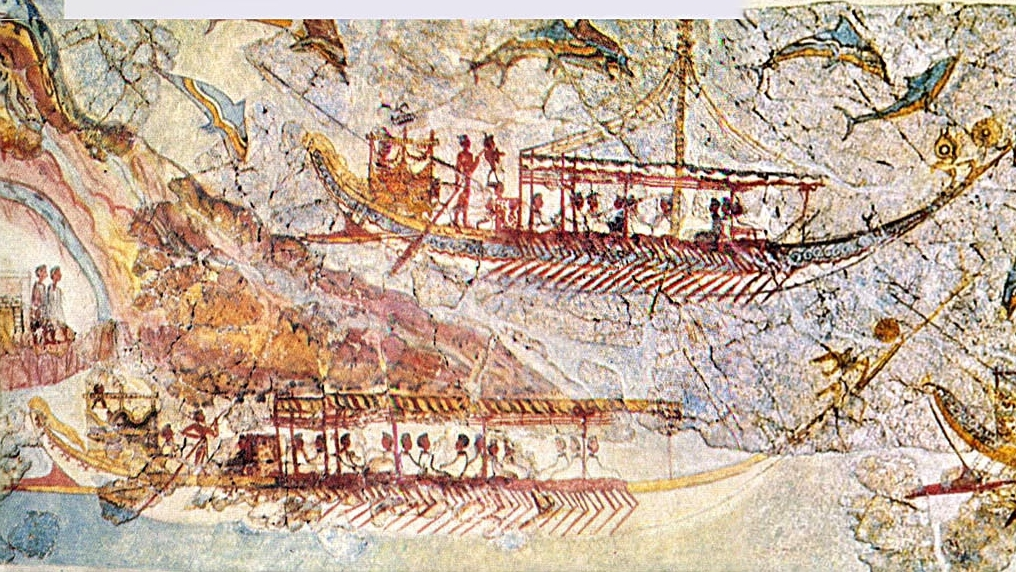
Point de départ de la procession
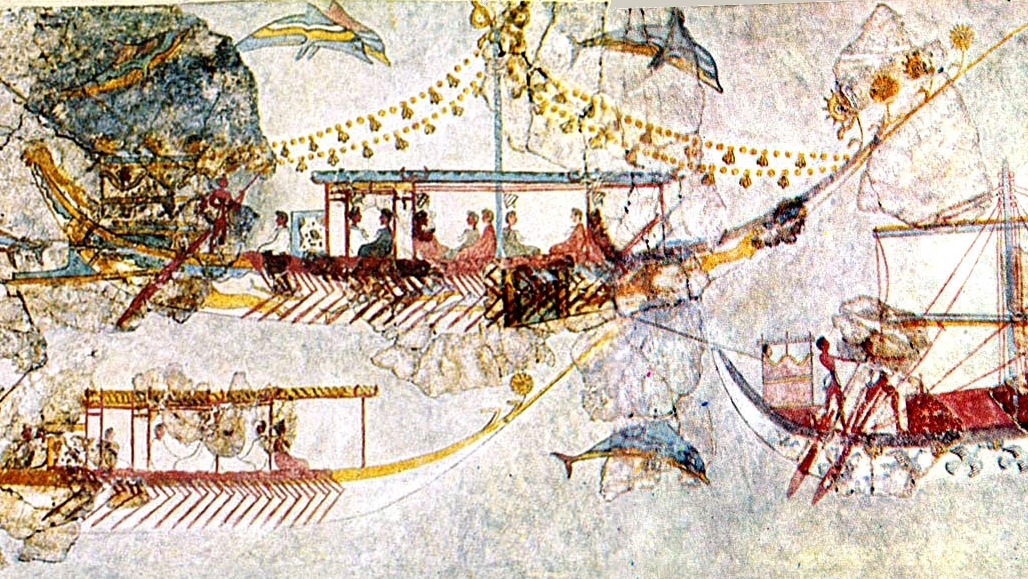
Navire amiral et bateau à voile
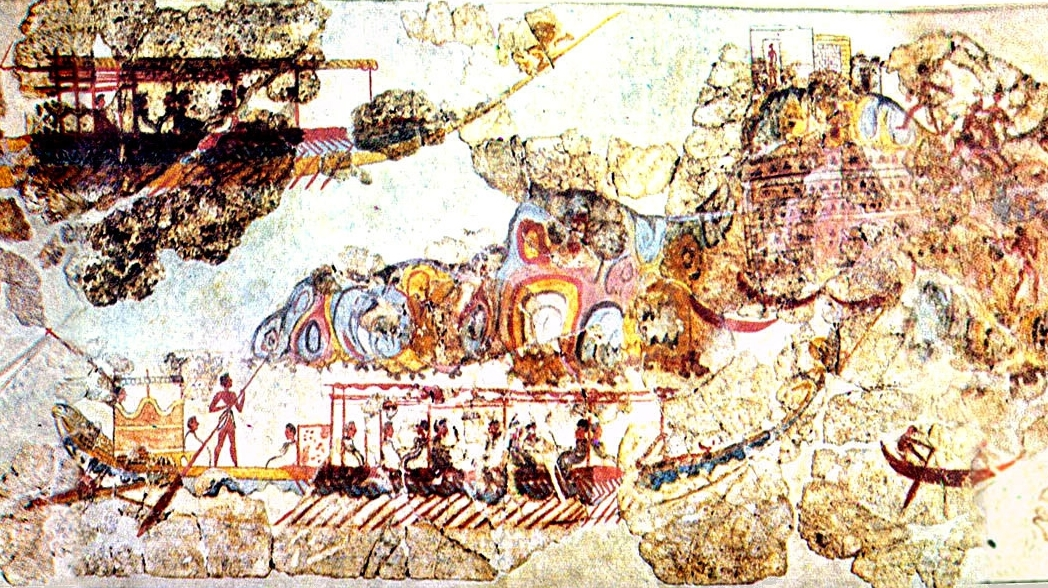
Zone d'arrivée des navires

D'une ville à l'autre

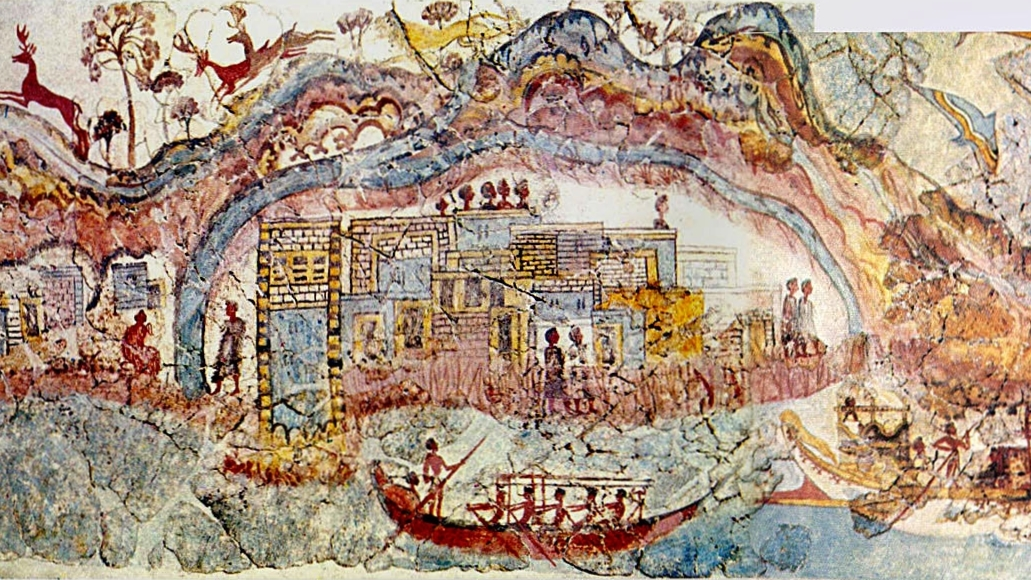
Point d'origine de la procession

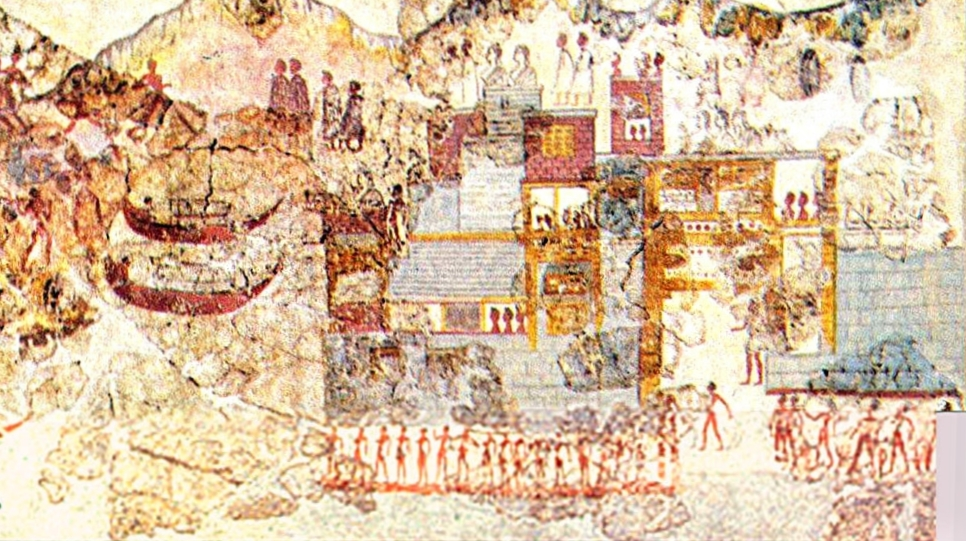
Point d'arrivée de la procession

Sur la fresque, les navires de la procession se déplacent d'une masse terrestre (île ou continent) à une autre. Entre ces navires, des dauphins sautent hors de l'eau, avec un total d'au moins quinze animaux, certains allant par paire. Sur les deux terres, on reconnaît des bâtiments, qui forment ensemble des villes ou au moins des colonies. La ville qui figure à gauche, au nord-est de la frise, est plus petite que celle de droite, au sud-ouest. Le point de départ de la procession se trouve à gauche. Les maisons de la ville sont en pierre grise, blanche, rouge ou jaune. La ville est apparemment entourée d’un anneau d’eau, avec un bateau au premier plan à cinq rameurs, un timonier et un capitaine installé à l'arrière du bateau, sans cabine. Ce bateau est beaucoup plus petit que les navires de la procession, et on ne peut dire s'il s'apprête à la rejoindre, bien que sa direction soit la même. Sur le côté gauche de l'anneau d'eau, d'autres bâtiments sont reconnaissables sur la masse continentale, mais de moins dense que dans la ville. Derrière l'anneau d'eau, un lion chasse trois cerfs dans un paysage arboré dominé par deux sommets.
La destination de la procession, sur le côté droit de la fresque, est une ville plus grande, avec un escalier extérieur monumental, du type connu dans la culture minoenne de Knossos ou Phaistos. Les bâtiments à plusieurs étages sont constitués de blocs de pierre grise, rouge ou jaune. Des cornes cultuelles, signes d'autorité religieuse de la religion minoenne, sont visibles en plusieurs points de la ville : au moins quatre cornes sur la maçonnerie grise du côté droit et au moins deux du côté gauche,. À gauche de la ville se trouve une baie portuaire avec deux navires. Vient ensuite une deuxième baie plus petite, dans laquelle se trouvent trois bateaux. Entre ces deux baies navigue une petite embarcation sans superstructure et montée par seulement deux hommes, qui n’appartient visiblement pas à la procession. Derrière la rive du petit port aux trois bateaux se dresse un bâtiment rouge à plusieurs étages. En arrière-plan, sur une montagne, se trouve un autre bâtiment de maçonnerie blanche et jaune.
Les personnages
Les personnages présents sur la fresque sont fortement stylisés. Ils se différencient par leurs vêtements et leurs activités. Les habitants de la ville du côté gauche portent des vêtements semblables à des tuniques. À l'exception de deux personnes vêtues de peaux de bêtes de part et d'autre de l'anneau d'eau situé à gauche de la ville, les habitants regardent le défilé se dérouler depuis la plage ou les toits de leurs maisons.
Les rameurs du navire qui ouvre la procession portent un tablier minoen, comme du reste tous les rameurs de la fresque. Il en va de même pour les habitants situés du côté droit de la ville, dont l'un conduit un animal comme victime, ainsi que pour quelques coureurs et un pêcheur sur le continent. Les passagers des navires de la procession sont vêtus de tuniques ou de longs manteaux. Ils sont assis en face ou en face ou, pour certains, dans le sens de la marche. Dans la grande baie du port située en face de la ville de droite, quatre habitants des zones rurales sont vêtus de peaux de bêtes. Dans la ville se mêlent des gens des deux sexes.
Contrairement à toutes les autres parties de la fresque, des femmes y figurent, reconnaissables à leurs coiffures et à la couleur blanche de leur peau. Du côté gauche de la ville, sur un balcon pourvu de cornes cultuelles, se tient une femme au bras droit levé, interprétée comme une prêtresse, suivie d'un enfant nu. Tous les habitants de la ville sont vêtus de tuniques ou de manteaux, et regardent dans la direction des navires arrivants.

## Hypothèses

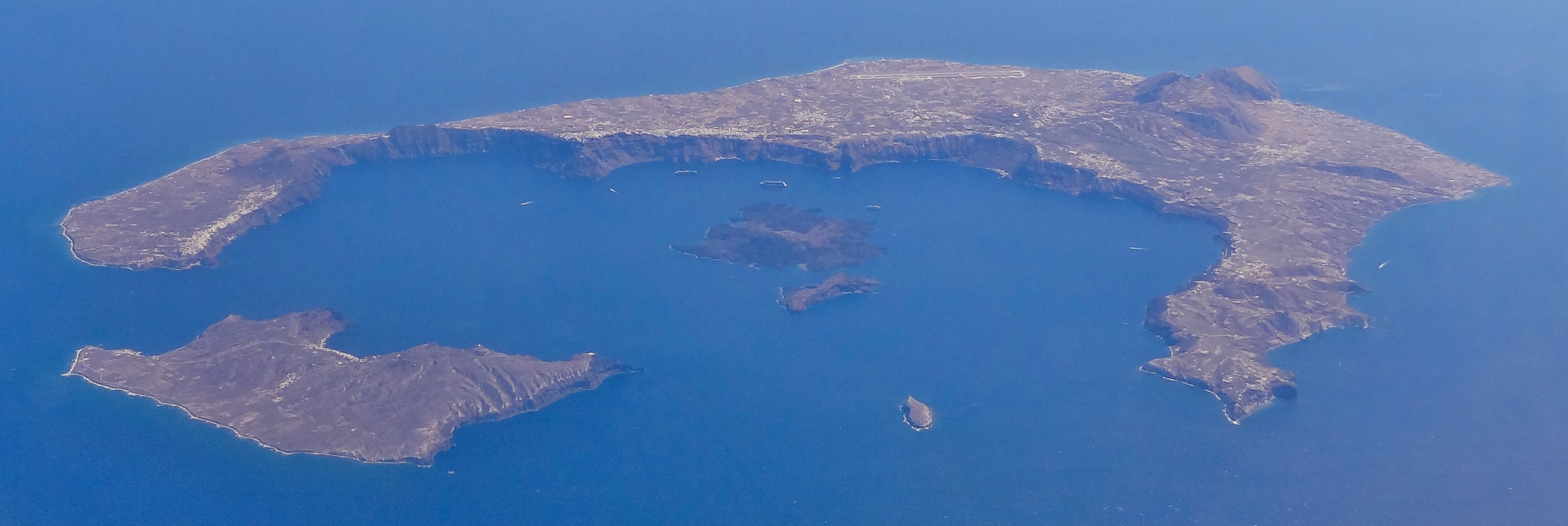
Vue aérienne de l'archipel de Santorin, avec les hauteurs de Profitis Ilias et Mesa Vouno.

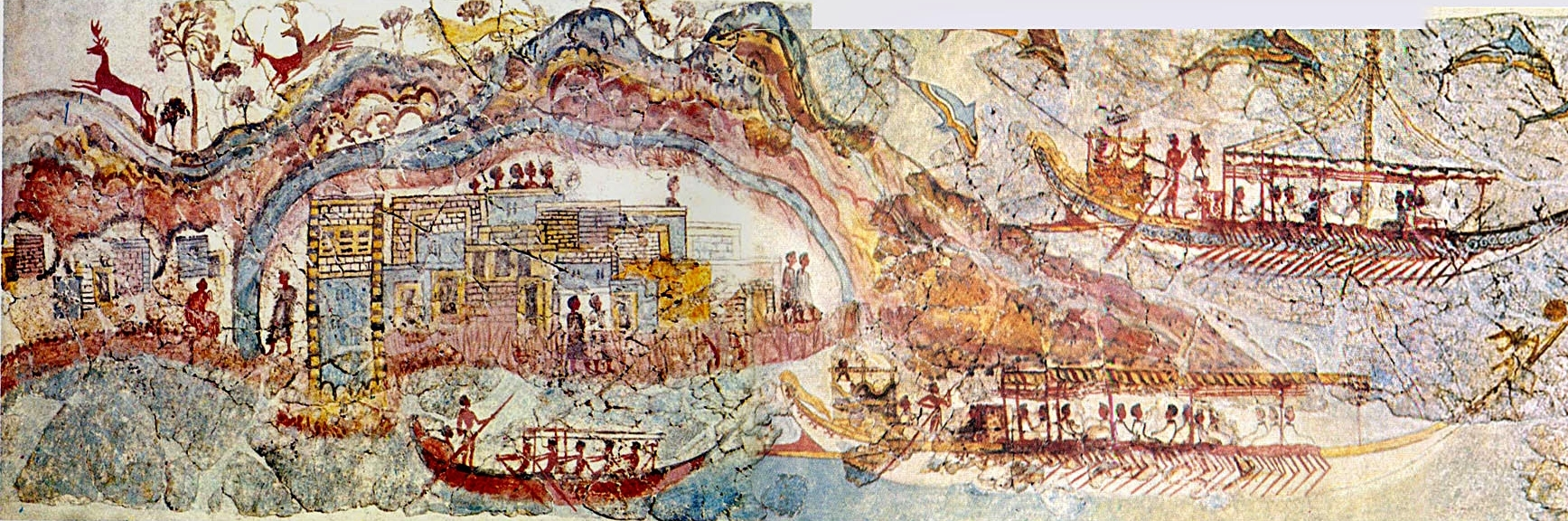
Pour comparaison, partie gauche de la fresque de la procession nautique.

Les différentes interprétations de la fresque des navires d'Akrotiri concernent en premier lieu la localisation de la procession. Bien entendu, la découverte de la fresque sur l'île de Santorin est toujours le point de départ de ces hypothèses. Les formations géologiques à reconnaître sont les deux masses continentales, avec les côtes, les montagnes, ainsi que le monde végétal et animal. Il faut tenir compte du site et des circonstances de la découverte. La représentation des gens, des navires et des bâtiments fournit aussi des indices pour l'évaluation de l'événement. On est donc amené à examiner diverses hypothèses : une expédition en Libye, une expédition militaire avec la participation de Mycéniens, une simple cérémonie religieuse ou, conjointement avec la frise opposée de la salle 5 de la maison ouest, un naufrage illustrant les dangers de la mer.
Le chef des fouilles d’Akrotiri jusqu’en 1974, Spyrídon Marinátos, tenait la scène pour un retour d’expédition en Libye. Sa conviction reposait sur la construction des navires représentés, propulsés selon lui non par des avirons, mais par des pagaies. « Les rames, dont le manche est très court, sont manœuvrées à deux mains par les rameurs. Ce faisant, leurs poitrines se penchent fortement sur le plat-bord, leurs dos formant une ligne ondulée. » Il prenait pour exemple l'aspect du navire le mieux préservé de la fresque, avec ses vingt-et-un pagayeurs à tribord. La conclusion de Marinátos était : « À cette manœuvre de rames pourvues de manches aussi courts, toutes représentées en position haute, je ne puis donner qu'une explication : les eaux sont si peu profondes que les rameurs sont obligés de pagayer. » Ces hauts-fonds, selon lui, ne peuvent que rappeler ceux de la Grande Syrte de Libye. Dans les parties restantes de la frise opposée, sur le mur nord-ouest de la pièce 5 de la maison ouest, dans une scène où un navire est en train de sombrer, il pensait aussi reconnaître des Libyens dans la représentation des noyés.

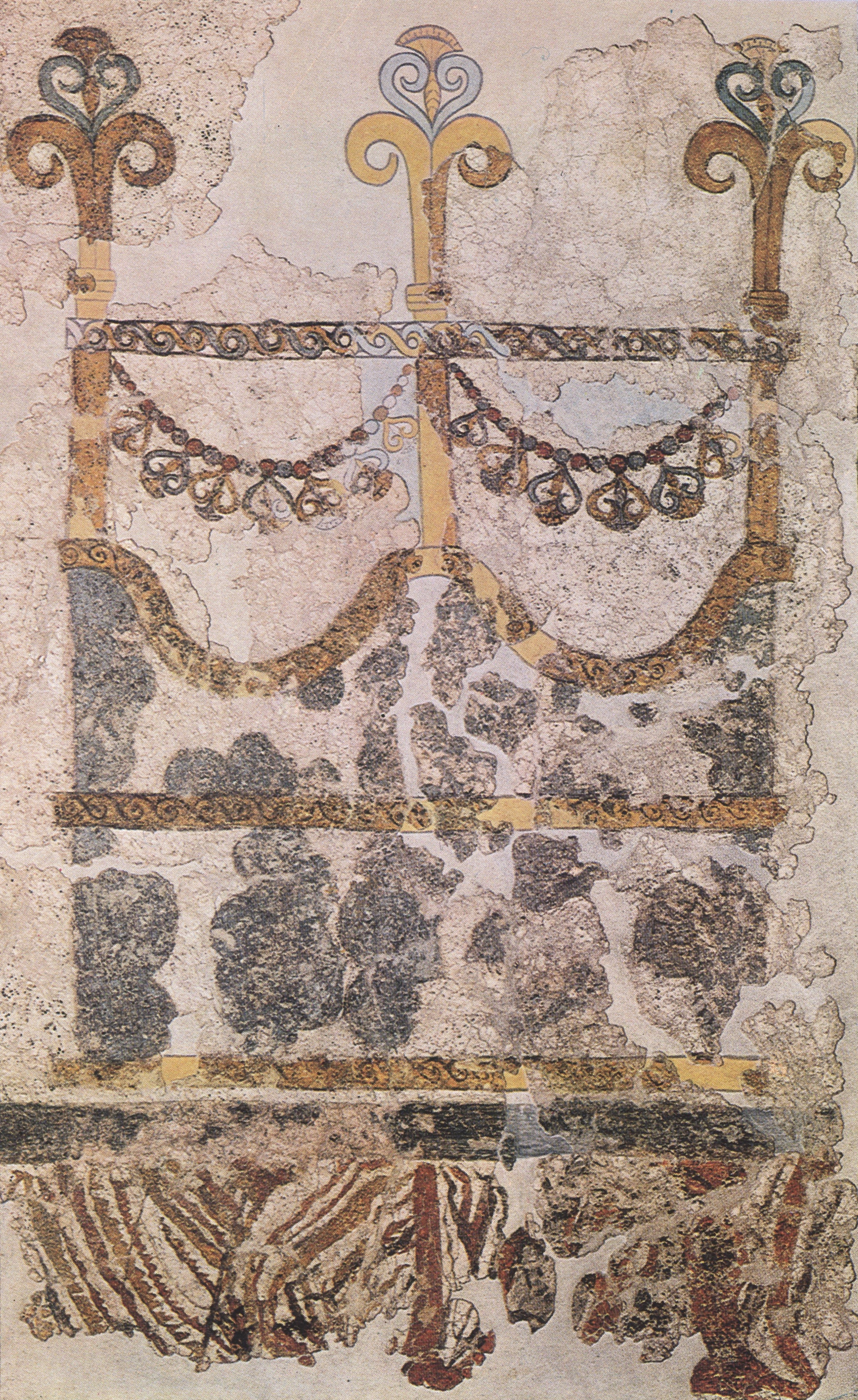
Cahutte de capitaine, sur une fresque de la pièce 4 de l'étage supérieur de la maison ouest.

À part cette tentative de localisation, Spyrídon Marinátos a étudié la structure des navires représentés sur la fresque. S'appuyant sur les informations fournies par Vitruve en matière de construction navale, il donne pour le navire le mieux conservé, qui mesure 62 cm de longueur sur la fresque, une longueur d'origine de 33,75 m et une largeur maximale de plus de 2 m au centre. Le navire est propulsé par 42 rameurs. En plus des hommes portant des manteaux au milieu du navire, Marinátos reconnaît un capitaine dans la cabine de poupe, avec un petit personnage assis en face de lui, peut-être un serviteur, un homme de barre ou un maître d'équipage, et un rameur avec un instrument, éventuellement une crécelle allongée pour donner le rythme.
Pour la taille du navire, il compare la cabine arrière, connue chez Homère sous le nom d'ikria (ἴκρια), avec la représentation de huit cabines de ce type d’une taille originale de plus de 1,40 m de hauteur sur les fresques de la pièce 4 de l’étage supérieur de la maison ouest. Le premier grand navire de la procession sur le côté gauche de la fresque du navire mesurerait 75 cm de plus que celui décrit précédemment, mais, à cause de la perspective, les éléments du premier plan ne sont pas nécessairement plus larges que ceux du second. Marinátos a déterminé les grands navires de procession comme étant du type amphielissa (ἀμφιέλισσα),.
Des recherches plus récentes ont quelque peu réduit les dimensions d'origine des navires illustrés, telles que proposées par Spyrídon Marinátos. Ainsi, le navire le mieux préservé aurait pu mesurer 23,2 m de long et 4,7 m de large. Le plus petit navire devant la ville de gauche mesurerait alors 9,7 × 2 m, le navire principal 23,6 × 4,7 m et le voilier 16,7 × 3,3 m.
Pour l'archéologue Nannó Marinátos, fille de Spyrídon Marinátos, la fresque décrit une procession nautique à caractère religieux. Déjà les découvertes des salles 4 et 5 de l'étage supérieur de la maison ouest, comme les tables d'offrandes, la rhyta et autres vases cultes, ainsi que le contenu des autres fresques découvertes, avec les représentations d'une prêtresse, de deux adorants ou d'un griffon dans un paysage fluvial, placent la fresque des navires dans une cadre cultuel. Dans la partie droite de la fresque des navires, Nannó Marinátos voit une prêtresse dans la femme au bras levé, à un balcon pourvu de cornes cultuelles, et discerne une procession des jeunes gens, au cours de laquelle un animal est sacrifié.

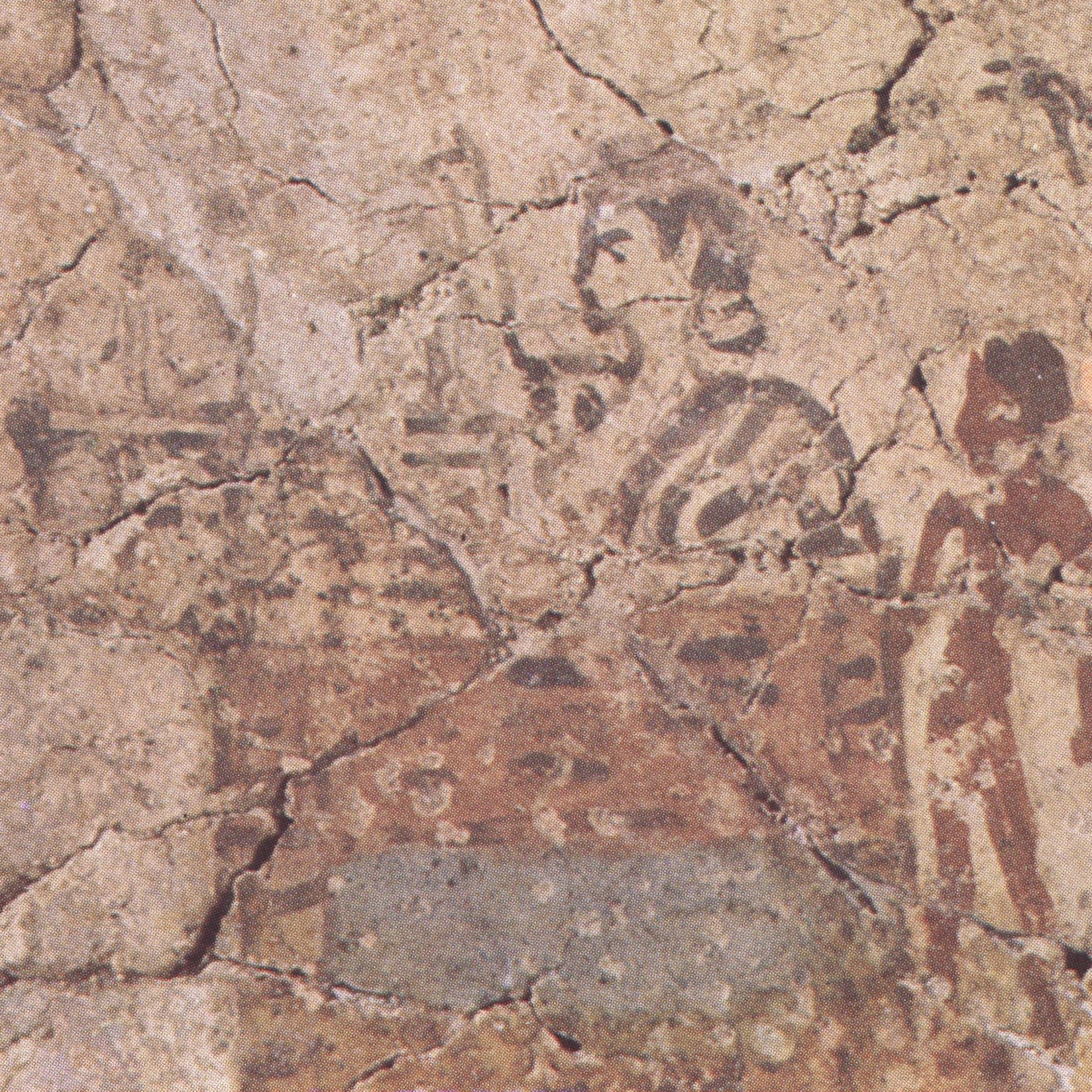
Figure d'une prêtresse au balcon, avec des cornes cultuelles (selon Nannó Marinátos).
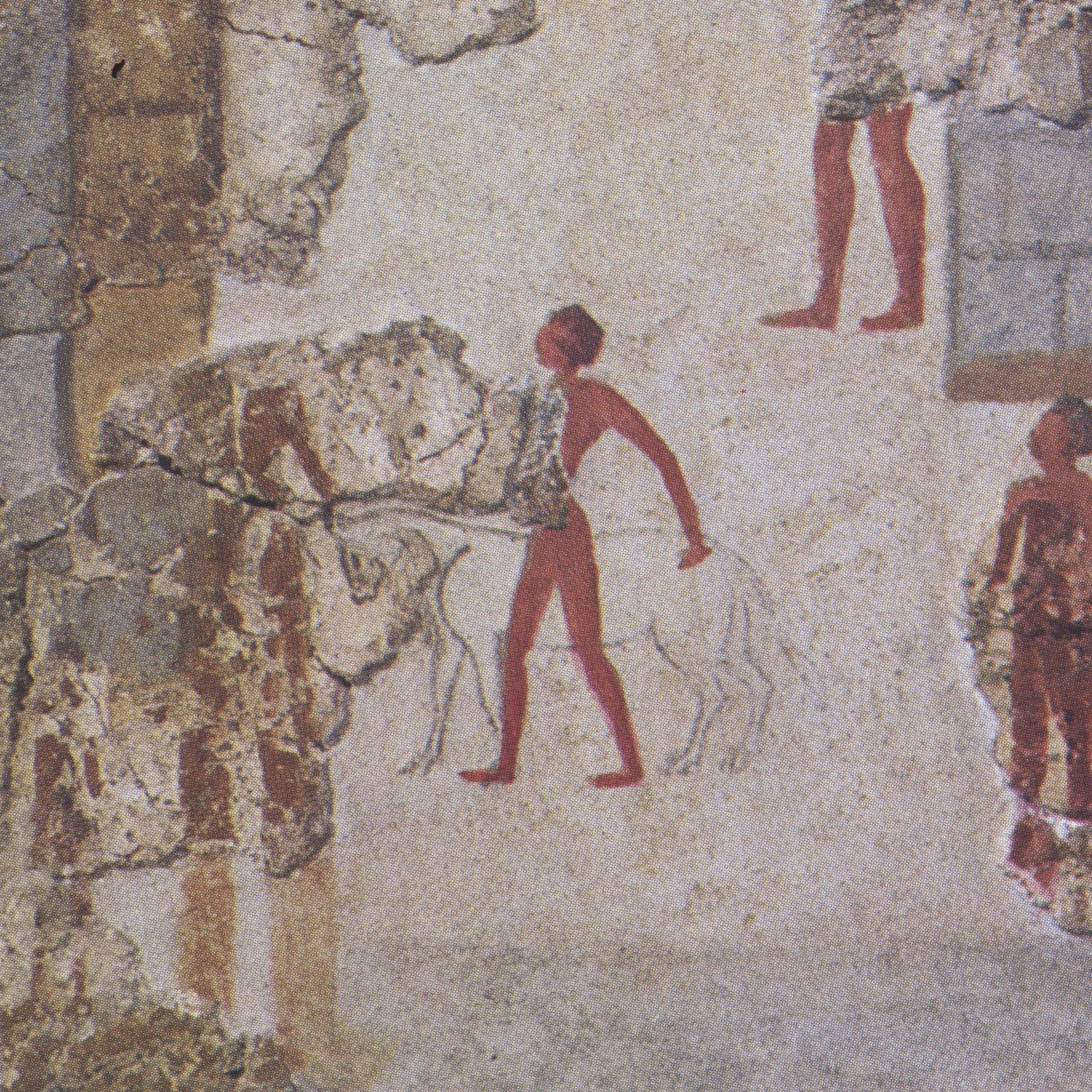
Procession de jeunes gens menant une victime au sacrifice (selon Nannó Marinátos).

En ce qui concerne la localisation, Nannó Marinátos ne s'engage pas. Cependant, elle suppose que la ville, à droite du cortège des navires est probablement Akrotiri, le site de la fresque. Elle se réfère à Peter Warren (archaeologist)Peter M. Warren quand elle déclare que « les détails topographiques de la fresque sont parfaitement assortis au contexte de la mer Égée », ce qui vaut également pour la reproduction de la flore et de la faune. Un retour d'une expédition en Libye est peu probable dans ce cas. D'autre part, il est également dit que « le mouvement des navires en pagayant ne peut être concilié avec un long voyage en mer ». Nannó Marinátos continue de faire référence aux différences entre les villes illustrées, la gauche étant constituée de bâtiments simples, la droite comportant des « bâtiments impressionnants » et des cornes de culte au sommet du mur, à droite de la porte de la ville. Considérant la ville de droite comme étant Akrotiri, Nannó Marinátos voit à gauche une ville située à Théra ou sur une île voisine. Le « lion errant » dans le paysage local, pourchassant trois cerfs, lui semble cependant inattendu.

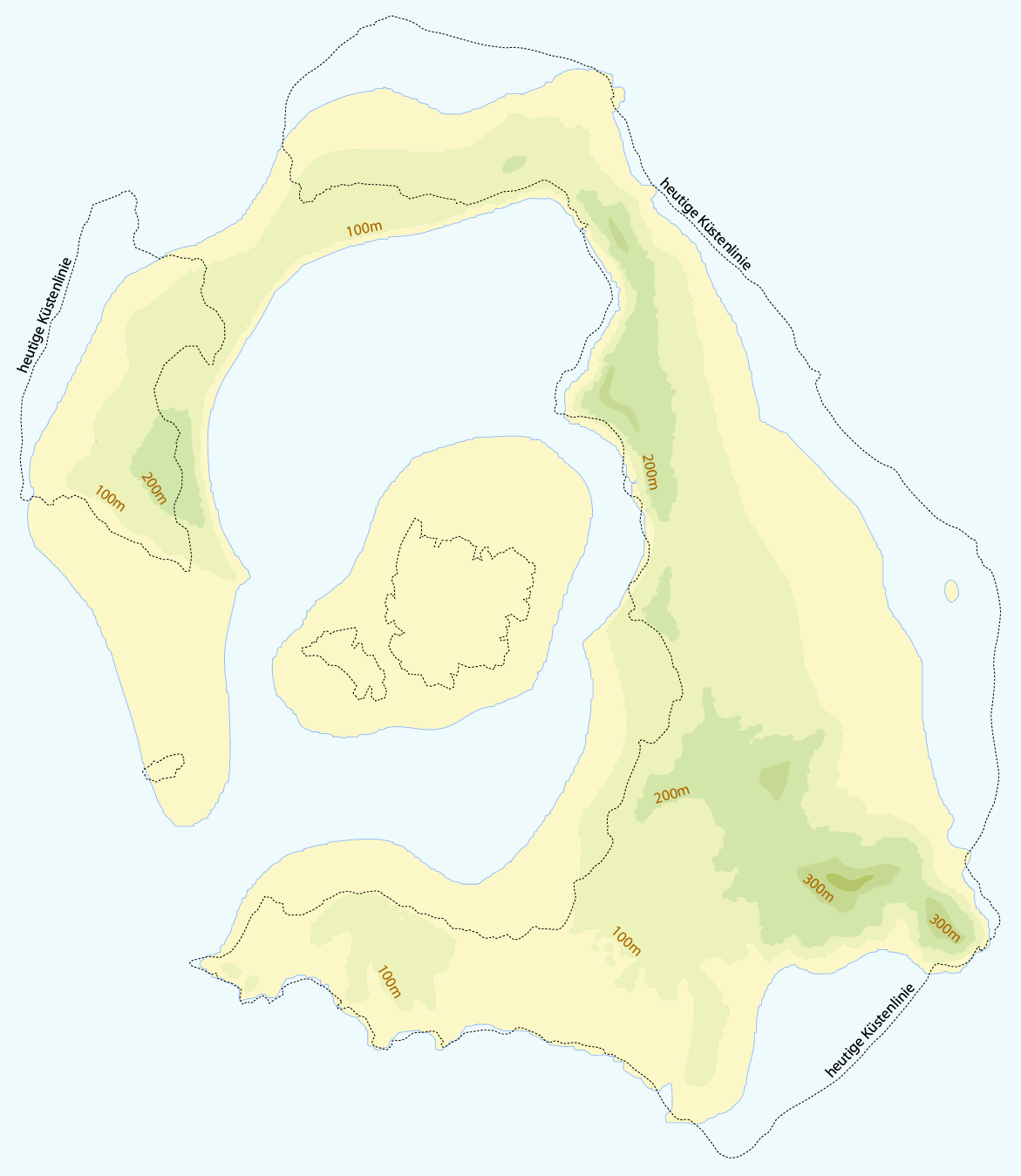
Restitution de l'archipel de Santorin avant l'éruption minoenne.

L'archéologue Thomas F. Strasser ne voit aucune raison de croire que la ville d'arrivée du cortège, sur le côté droit de la fresque, soit Akrotiri. Selon lui, la représentation d'un ou même deux grands ports à Akrotiri ne convient pas, le site archéologique étant situé sur la côte sud de Santorin, à l'extérieur de l'île, à un kilomètre de la caldera, « le meilleur port naturel de la mer Égée, sinon de toute la Méditerranée ». Strasser conçoit Théra avant l'éruption minoenne comme une masse terrestre ininterrompue en forme de croissant, avec une île dans la caldera.
Strasser, quant à lui, approuve l'interprétation de la frise en tant que festival nautique ou cérémonie religieuse, ou une combinaison des deux. Il tire cela, comme Nannó Marinátos, de la décoration des navires, des vêtements de fête des passagers et de la pratique de la pagaie, qui ne convient pas à un long voyage. Strasser voit les dauphins comme une métaphore de la haute mer. Il considère la faune des masses continentales comme cycladique, y compris le lion, faisant référence aux ossements trouvés à Agía Iríni (de) sur Kéa et à l’utilisation fréquente des lions dans l’art égéen. Pour les lions, ainsi que les singes, il accepte une importation d'Afrique. Enfin, il formule sa thèse selon laquelle la fresque est la représentation d’une procession dans la caldera, avec une vue de l’est sur la mer ouverte, le point de départ étant selon lui situé à Raós, près de Kappariés, sur la péninsule d’Akrotiri, et le point de destination entre Asprónissi et le cap Tripití, sur Thirassía.
Les géologues Walter L. Friedrich et Annette Højen Sørensen placent également la procession dans la caldera, mais dans la direction opposée. Sur la base des conditions géologiques et des recherches archéologiques, ils préfèrent prendre comme point de départ la baie de Mouzáki au nord de Santorin et, comme point d’arrivée de la flotte, les sites archéologiques de Bálos et Raós près d’Akrotiri.

## Fresques d'Akrotiri
| Objet | Description | Origine et datation                        |
| ----- | --- | ------------------------------------------ |
|       | Fresque de la procession nautique                                                                                          | Akrotiri (Santorin), XVIe siècle av. J.-C. |
|       | Fresque des antilopes | Akrotiri (Santorin), XVIe siècle av. J.-C. |
|       | Fresque des boxeurs | Akrotiri (Santorin), XVIe siècle av. J.-C. |
|       | Fresque du printemps (el)                                                                                                  | Akrotiri (Santorin), XVIe siècle av. J.-C. |
|       | Fresque de la maîtresse des bêtes sauvages (el) La « maîtresse des bêtes sauvages » est une divinité comparable à Artémis. | Akrotiri (Santorin), XVIe siècle av. J.-C. |
|       | Fresque des singes bleus                                                                                                   | Akrotiri (Santorin), XVIe siècle av. J.-C. |
|       | Fresque du pêcheur ou de l’adorant aux coryphènes                                                                          | Akrotiri (Santorin), XVIe siècle av. J.-C. |
|       | Fresque de la femme aux papyrus                                                                                            | Akrotiri (Santorin), XVIe siècle av. J.-C. |